# Міховиці
Міховиці (пол. Michowice) — село в Польщі, у гміні Ґлухув Скерневицького повіту Лодзинського воєводства.
Населення — 427 осіб (2011).
У 1975-1998 роках село належало до Скерневицького воєводства.

## Демографія
Демографічна структура станом на 31 березня 2011 року:
|          | Загалом | Допрацездатний вік | Працездатний вік | Постпрацездатний вік |
| -------- | ------- | ------------------ | ---------------- | -------------------- |
| Чоловіки | 213     | 39                 | 144              | 30                   |
| Жінки    | 214     | 44                 | 104              | 66                   |
| Разом    | 427     | 83                 | 248              | 96                   |